# Clemensia brunneomedia
Clemensia brunneomedia är en fjärilsart som beskrevs av William Schaus 1905. Clemensia brunneomedia ingår i släktet Clemensia och familjen björnspinnare. Inga underarter finns listade i Catalogue of Life.